# Винарє (Словенська Бистриця)
Винарє (словен. Vinarje) — поселення в общині Словенська Бистриця, Подравський регіон‎, Словенія.